# 자유당 (홍콩)
자유당(自由黨)은 홍콩의 중견기업인들의 지지를 받는 보수정당이다. 전통적인 친중파정당은 아니지만, 대다수 당원들은 중국에서 사업체를 가지고 있기 때문에 중국 정부와 친하게 지낼려고 노력한다. 친중파 중에서는 그나마 민주파에 호의적인 온건파적 정당으로 분류된다.